# 蒂姆·馬塔夫茲
蒂姆·馬塔夫茲（1989年1月13日—）是一位斯洛文尼亞足球運動員，在場上的位置是前鋒。他現在效力於德國足球甲級聯賽球隊奧格斯堡足球俱樂部。他也代表斯洛文尼亞國家足球隊參賽。

## 國際賽生涯
2010年10月9日，马塔夫兹在欧洲杯预选赛对阵法罗群岛的比赛中，为斯洛文尼亚队上演了帽子戏法。